# Pompe à air
Pour les articles homonymes, voir Pompe (homonymie).
La pompe à air est un type de pompe à vide qui permet de « créer le vide » (baisse de pression) dans une cloche en verre.

## Première pompe à air
C'est le physicien allemand Otto von Guericke, qui en étudiant les propriétés de l'air et la création du vide, a inventé la pompe à air en 1650, après avoir eu connaissance des expérimentations du scientifique français Blaise Pascal, et des scientifiques italiens Galileo Galilei et Evangelista Torricelli sur la pression atmosphérique. En 1654, il effectua devant la Diète impériale à Ratisbonne, la célèbre démonstration dite de Magdebourg ou des hémisphères de Magdebourg. Deux hémisphères en bronze furent assemblés et, à l'aide d'une pompe, l'air fut aspiré de la sphère ainsi créée. Deux attelages de huit chevaux ne purent les séparer. Lorsqu'on laissa pénétrer l'air dans la sphère, les hémisphères se séparèrent immédiatement. On utilise encore des hémisphères similaires dans les études de la pression atmosphérique. Son équivalent actuel est la pompe à vide.
Une pompe à air fut ensuite développée en Angleterre en 1658 par Robert Hooke et Robert Boyle.